# Berthegon
Berthegon – miejscowość i gmina we Francji, w regionie Nowa Akwitania, w departamencie Vienne.
Według danych na rok 1990 gminę zamieszkiwały 283 osoby, a gęstość zaludnienia wynosiła 27 osób/km² (wśród 1467 gmin regionu Poitou-Charentes Berthegon plasuje się na 728. miejscu pod względem liczby ludności, natomiast pod względem powierzchni na miejscu 807.).